# Meteorus testaceus
Meteorus testaceus är en stekelart som beskrevs av Szepligeti 1914. Meteorus testaceus ingår i släktet Meteorus och familjen bracksteklar. Inga underarter finns listade i Catalogue of Life.